# Dryadaula auriformis
Dryadaula auriformis is een vlinder uit de familie Dryadaulidae. De wetenschappelijke naam van deze soort is voor het eerst voorgesteld  door Lin-Lin Yang en Hou-Hun Li in een publicatie uit 2021. De spanwijdte bedraagt 8,5 tot 9 millimeter.
De soort komt voor in China (Hainan).